# Moritz Porges
Pour les articles homonymes, voir Porges.
Moritz Porges est un joueur d'échecs et un médecin austro-hongrois né le 22 mars 1857 et mort le 27 novembre 1909 à Prague,.
Il finit deuxième ex æquo du congrès allemand d'échecs disputé à Dresde en 1892 remporté par Siegbert Tarrasch. Lors du tournoi international de Nuremberg 1896, il ne marqua que 5,5 points sur 18.